# Водний режим ґрунтів
Во́дний режи́м ґрунті́в — сукупність процесів надходження, руху й витрати вологи в ґрунті.
Основне джерело ґрунтової вологи — атмосферні опади, кількість і розподіл яких у часі залежать від клімату даної місцевості та метеорологічних умов окремих років. У ґрунт надходить менше вологи, ніж випадає у вигляді опадів, оскільки значна частина затримується рослинністю, особливо кронами дерев. Іншим джерелом надходження вологи в ґрунт є конденсація атмосферної вологи на поверхні ґрунту та в його верхніх шарах (10—15 мм). Туман може давати значно більше вологи (до 2 мм/добу), хоча і є рідкіснішим явищем. Практичне значення туману проявляється переважно в прибережних районах, де вночі над поверхнею ґрунту збираються великі маси вологого повітря.
Частина вологи, яка надійшла на поверхню ґрунту, утворює поверхневий стік, який спостерігається навесні під час танення снігу, а також після рясних дощів. Величина поверхневого стоку залежить від кількості опадів, кута нахилу місцевості й водопроникності ґрунту. Виділяють також бічний (внутрішньоґрунтовий) стік, що виникає через різну щільність ґрунтових шарів. При цьому вода, що надійшла в ґрунт, фільтрується через верхні шари, а дійшовши до пласта з важчим гранулометричним складом, утворює водоносний горизонт, який називається ґрунтовою верховодкою. Частина вологи з верховодки все ж просочується в глибші шари, досягаючи ґрунтових вод, які й утворюють ґрунтовий стік. За наявності похилу місцевості частина вологи, зосереджена у водоносному горизонті, може стікати в знижені ділянки рельєфу.
Окрім стоку, частина ґрунтової вологи витрачається на випаровування. Через своєрідність і мінливість властивостей ґрунту як поверхні, що випаровує, за однакових метеорологічних умов швидкість випаровування змінюється відповідно до зміни вологості ґрунту. Величина випаровування може досягати 10—15 мм/добу. Ґрунти з близьким заляганням ґрунтових вод випаровують набагато більше води, ніж із глибоким.

## Типи ґрунтової вологи

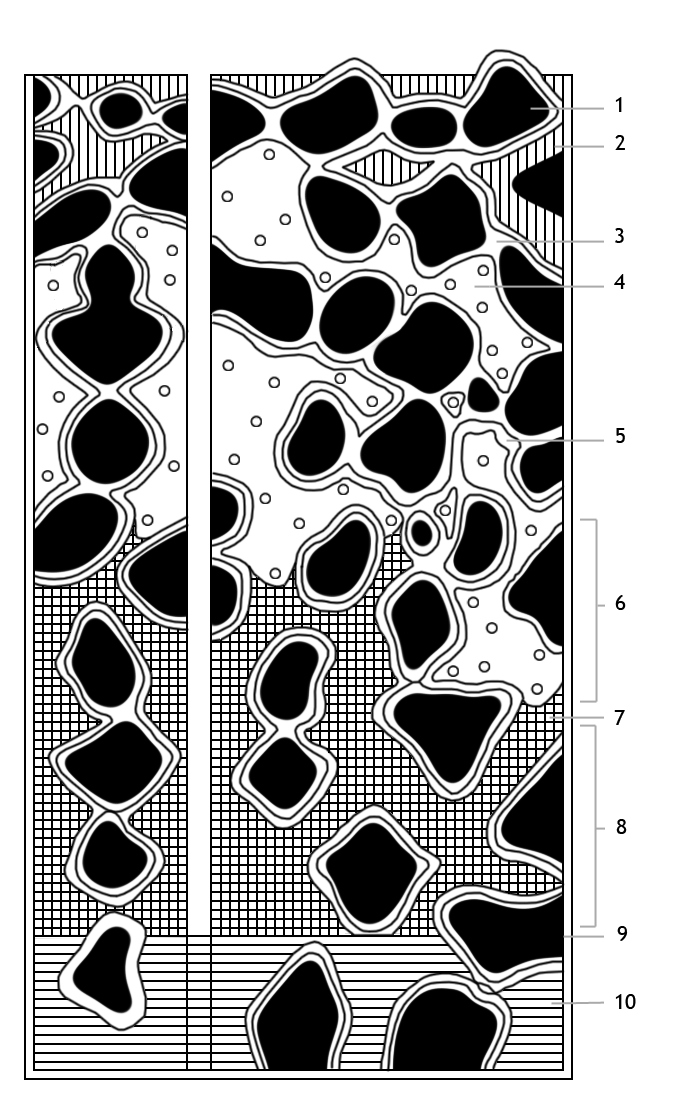
Форми води в ґрунті:
1 — частка ґрунту;
2 — гравітаційна вода;
3 — гігроскопічна вода;
4 — ґрунтове повітря з водяною парою;
5 — плівкова вода;
6 — зона відкритої капілярної води;
7 — капілярна вода;
8 — зона замкнутої капілярної води;
9 — рівень ґрунтових вод;
10 — ґрунтові води.

Рух води в ґрунті залежить від зволоження та проявів різноманітних сил. Головною умовою пересування вологи є різниця сил (градієнт). Усі сили діють на ґрунтову вологу разом, але переважає якась певна з них залежно від вологості ґрунту. Відповідно:
- Вільна (гравітаційна) вода заповнює великі ґрунтові пори, під дією сили тяжіння утворює спадний потік, утворюючи верховодку й частково просочуючись у ґрунтові води. За допомогою гравітаційної води в ґрунті проходять елювіальні та ілювіальні процеси, з неї утворюються всі інші форми ґрунтової вологи. Вона може конденсуватися з пароподібної вологи, але переважно наповнюється через атмосферні опади.
- Пароподібна волога присутня в ґрунті за будь-якого рівню його зволоження, заповнюючи пори, вільні від крапельно-рідкої. Розрізняють активне та пасивне пересування пароподібної вологи. Перше — зумовлено явищами дифузії, друге відбувається разом опосередковано, спільно з переміщенням ґрунтового повітря. Пароподібна волога має велике значення в колообігу води в ґрунті, хоча на неї припадає не більше 0,001% від загальної маси ґрунтової вологи. З плином часу водяна пара з ґрунту переходить в атмосферу, а запаси пароподібної вологи поповнюються з інших форм, в тому числі й фізично пов'язаних. За однакової температури пароподібна волога переміщається в менш насичені водою ділянки. За різної температури рухається в місця з меншою температурою, але зовсім не завжди в сухіші ділянки. Пароподібна волога циркулює по всьому профілю, незалежно від потужності та глибини залягання ґрунтових вод.
- Лід утворюється в ґрунтах за зниження температури з інших форм вологи послідовно — починаючи від вільних і закінчуючи зв'язаними. Гравітаційна вода замерзає в незасолених ґрунтах за 0 °C, а максимально гігроскопічна — тільки за -78 °C[2]. Промерзання ґрунту, змоченого не більше його загальної вологомісткості, супроводжується поліпшенням ґрунтової будови внаслідок спресування зерен і грудочок водою, замерзлих у великих порах, і коагуляції колоїдів у незамерзлих об'ємах води. Промерзання ж перезволоженого ґрунту зумовлює розрив льодом складників ґрунту, що змінює його будову. Замерзлі, помірно зволожені ґрунти мають деяку водопроникність, а перезволожені аж до відтавання не пропускають вологу. Замерзання всієї води, яка знаходиться у ґрунті, спостерігається для ґрунтів за температур[3]:

| Ґрунт              | Інтервал температур замерзання |
| ------------------ | ------------------------------ |
| Каолініт           | -10—20 ° C                     |
| Легкий суглинок    | -20—30 ° C                     |
| Пилуватий суглинок | -40—50 ° C                     |
| Алювіальна глина   | -50—60 ° C                     |
| Морська глина      | -60—70 ° C                     |
| Монтморилоніт      | -75—80 ° C                     |

- Хімічно зв'язана волога входить до складу молекул речовин (наприклад, Al(OH)3), що утворюють мінеральну частину ґрунту, у вигляді гідроксильної групи, та бере участь лише в їхньому утворенні (наприклад, Al2O3 + 3H2O → 2Al(OH)3). За прожарювання ґрунту в межах 400—800°C такий мінерал розкладається. Найбільша кількість хімічно зв'язаної води міститься в глинистих мінералах[4], тому її значення в ґрунті можна визначити за глиністістю ґрунту.
- Кристалогідратна (кристалізаційна) волога, на відміну від хімічно зв'язаної, входить до складу речовин цілими молекулами, утворюючи кристалогідрати — CaSO4·2H2O (гіпс), Na2SO4·10H2O (мірабіліт) та ін. Вилучається з ґрунту стрибкоподібно за температур 100—200 °C, причому кожна наступна молекула води відщеплюється за вищої температури, що призводить лише до зміни фізичних властивостей мінералів, а не до їхнього розкладання, як у випадку з хімічно пов'язаною вологою. У великих кількостях така вода є в мірабілітових солончаках.

Хімічно пов'язану та кристалогідратну вологу часто називають гідратною. Гідратна волога в ґрунті не пересувається й не поглинається рослинами.
- Гігроскопічна волога — поглинена частинками ґрунту з атмосфери за її вологості менше ніж 95%, або залишається в ґрунті за його висушування до повітряно-сухого стану (зазвичай за вологості повітря 50—70%). Відповідно, за підвищеної вологості повітря зростає й величина гігроскопічної вологості ґрунту. Це також відбувається через обважнення гранулометричного складу ґрунту, що особливо добре виявляється за високого вмісту в ґрунті гумусу і мулу з діаметром частинок менш як 0,001 мм. Гігроскопічна волога не суцільно покриває частинки ґрунту, а збирається лише на деяких ділянках.

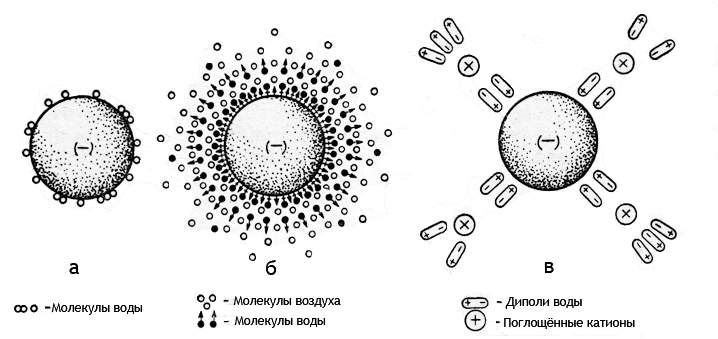
Схема будови гігроскопічної вологи за даними різних дослідників:
а — за Лебедєвим, б — за Цункером, в — за Кюном.

- Максимально гігроскопічна волога поглинається ґрунтом з атмосфери з відносною вологістю 95—100%. За від'ємних температур найбільша гігроскопічна вологість незасоленого ґрунту збігається з відсотковим вмістом незамерзлої води в цілому[6]. Здатність частинок ґрунту поглинати вологу залежить від їхньої величини, форми й хімічного складу, причому навіть на одній частинці потужність шару вологи може бути різною залежно від поверхні. При цьому частина пари конденсується на увігнутих ділянках, в результаті чого сумарна кількість води має подвійну природу, складаючись з поглинутої та капілярно конденсованої вологи.

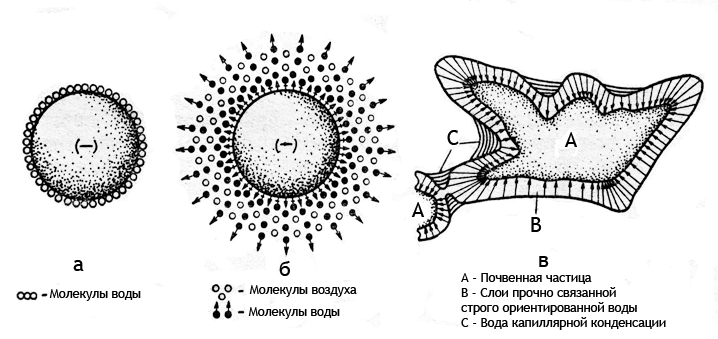
Схема будови максимальної гігроскопічної вологи за даними різних авторів
а — за Лебедєвим, б — за Цункером, в — по Качинському

Гігроскопічна та максимально гігроскопічна волога видаляються з ґрунту за нагрівання до 100—105 ° C, рослинам таку вологу не поглинають.
- Плівкова (молекулярна) волога поглинається ґрунтом із рідкої фази на шар максимально гігроскопічної. З частинками ґрунту пов'язана слабше, ніж остання, причому рихлість зростає від внутрішніх шарів до зовнішніх. З цієї причини плівкова волога, хоча слабо, але засвоюється рослинами. Пересувається вона під впливом градієнтів напору води, температури й вологості ґрунту, а також осмосу, її швидкість же обмежується десятками сантиметрів на рік[5].
- Капілярна волога утримується і пересувається через дрібні пори в ґрунті під дією капілярних сил. У порах понад 8 мм у діаметрі суцільний увігнутий меніск не утворюється через слабкість капілярних сил. У порах же менше ніж 3 мкм вода знаходиться переважно в поглинутому стані, а капілярний рух сильно ускладнений або взагалі відсутній. Відповідно, найбільша інтенсивність капілярного руху вологи спостерігається в ґрунтах із середнім гранулометричним складом (лесоподібні суглинки, тощо); здійснюється ж він згідно з градієнтами вологості, температури й хімічного потенціалу (осмосу): до менш зволожених та менш нагрітих ділянок. Розрізняють три види капілярної вологи: підперта (коли капіляри своєю нижньою частиною з'єднуються з водоносним горизонтом — ґрунтовою верховодкою або ґрунтовими водами), підвішена (коли капілярна волога відірвана від водоносних горизонтів і утримується рівнодійною силою менісків) і посаджена (утворюється під час руху води, за різкої зміни гранулометричного складу та на межах із внутрішньоґрунтовими порожнечами). Капілярна волога буває відкрита й закрита (замкнута) для проникнення повітря. Закрита знаходиться безпосередньо під водоносними горизонтами, капіляри виявляються повністю заповнені водою, яка хоч і містить певну кількість розчиненого повітря; вода ж відкритого типу чергується в капілярах з ділянками, заповненими повітрям, і з'являється в ґрунті зазвичай через деякий час після опадів або поливу. Капілярна волога легко поглинається рослинами та є одним з основних джерел води для них; за допомогою цієї вологи пересувається основна маса розчинних солей із нижніх горизонтів.
- Внутрішньоклітинна вода міститься у відмерлих нерозкладених частинах рослин. До повного розкладання рослинної маси така вода рослинами не поглинається. Великий відсоток її міститься на слабо- та нерозкладеному торфу, дернині й лісовій підстилці.

## Водні властивості ґрунту
Водопроникність — властивість ґрунту сприймати вологу з поверхні, проводити її між ненасиченими водою шарами ґрунту та фільтрувати через ті ділянки, що насичені водою. Водопроникність впливає на хід ґрунтоутворювальних процесів, формування поверхневого, бокового та ґрунтового стоку води та на інтенсивність водної ерозії.
Вода проникає в ґрунт з поверхні під впливом сили тяжіння через великі пори, паралельно розсмоктуючись у сторони під впливом капілярних явищ. Процес сприйняття сухим або слабо зволоженим ґрунтом води називається вбиранням води, вимірюється коефіцієнтом вбирання.
| Деякі водні константи грунтів, у % ваги сухого ґрунту | Деякі водні константи грунтів, у % ваги сухого ґрунту                 | Деякі водні константи грунтів, у % ваги сухого ґрунту | Деякі водні константи грунтів, у % ваги сухого ґрунту | Деякі водні константи грунтів, у % ваги сухого ґрунту | Деякі водні константи грунтів, у % ваги сухого ґрунту | Деякі водні константи грунтів, у % ваги сухого ґрунту |
| Грунт                                                 | Місце                                                                 | Шари, глибини в см                                    | Загальна вологоємність                                | Максимальна гігроскопічність                          | Волога в'янення рослин                                | Проміжок активної вологи                              |
| ----------------------------------------------------- | --------------------------------------------------------------------- | ----------------------------------------------------- | ----------------------------------------------------- | ----------------------------------------------------- | ----------------------------------------------------- | ----------------------------------------------------- |
| Дерново-підзолистий тяжкосуглинистий. Стерня пшениці. | Собакіно-опитне Московської області                                   | Ап 0—20                                               | 30,8                                                  | 3,2                                                   | 4,8                                                   | 26,0                                                  |
| Дерново-підзолистий тяжкосуглинистий. Стерня пшениці. | Собакіно-опитне Московської області                                   | А2 20—25                                              | 25,4                                                  | 2,7                                                   | 4,0                                                   | 21,4                                                  |
| Дерново-підзолистий тяжкосуглинистий. Стерня пшениці. | Собакіно-опитне Московської області                                   | B1 32—55                                              | 20,3                                                  | 5,7                                                   | 8,6                                                   | 11,7                                                  |
| Дерново-підзолистий тяжкосуглинистий. Стерня пшениці. | Собакіно-опитне Московської області                                   | B 55—85                                               | 19,9                                                  | 8,3                                                   | 12,5                                                  | 7,4                                                   |
| Дерново-підзолистий тяжкосуглинистий. Стерня пшениці. | Собакіно-опитне Московської області                                   | B3 85—100                                             | 19,4                                                  | 8,0                                                   | 12,0                                                  | 7,4                                                   |
| Сірий лісовий тяжкосуглинистий. Стерня жита.          | Старожилово-опитне Рязанської області                                 | Ап 0—20                                               | 34,1                                                  | 4,6                                                   | 6,9                                                   | 27,2                                                  |
| Сірий лісовий тяжкосуглинистий. Стерня жита.          | Старожилово-опитне Рязанської області                                 | А2 20—40                                              | 28,4                                                  | 4,4                                                   | 6,6                                                   | 21,8                                                  |
| Сірий лісовий тяжкосуглинистий. Стерня жита.          | Старожилово-опитне Рязанської області                                 | B1 40—60                                              | 26,8                                                  | 7,3                                                   | 11,0                                                  | 15,8                                                  |
| Сірий лісовий тяжкосуглинистий. Стерня жита.          | Старожилово-опитне Рязанської області                                 | B1 60—88                                              | 24,0                                                  | 7,8                                                   | 11,7                                                  | 12,3                                                  |
| Сірий лісовий тяжкосуглинистий. Стерня жита.          | Старожилово-опитне Рязанської області                                 | B2 88—100                                             | 22,1                                                  | 7,5                                                   | 11,3                                                  | 10,8                                                  |
| Чорнозем тяжкосуглинистий. Цілина.                    | Центрально-Чорноземний заповідник, Курська область, Стрілецький степ. | Ад 0—4                                                | 61,9                                                  | 10,1                                                  | 15,2                                                  | 46,7                                                  |
| Чорнозем тяжкосуглинистий. Цілина.                    | Центрально-Чорноземний заповідник, Курська область, Стрілецький степ. | А1 4—14                                               | 38,3                                                  | 8,6                                                   | 12,9                                                  | 25,4                                                  |
| Чорнозем тяжкосуглинистий. Цілина.                    | Центрально-Чорноземний заповідник, Курська область, Стрілецький степ. | A1 14—34                                              | 32,5                                                  | 8,4                                                   | 12,6                                                  | 19,9                                                  |
| Чорнозем тяжкосуглинистий. Цілина.                    | Центрально-Чорноземний заповідник, Курська область, Стрілецький степ. | B1 34—64                                              | 29,8                                                  | 8,2                                                   | 12,3                                                  | 17,5                                                  |
| Чорнозем тяжкосуглинистий. Цілина.                    | Центрально-Чорноземний заповідник, Курська область, Стрілецький степ. | B2 64—90                                              | 27,2                                                  | 7,9                                                   | 11,8                                                  | 15,4                                                  |

## Типи водного режиму
Основи вчення про типи водного режиму були розроблені Г. Н. Висоцьким. Для виділення видів враховуються такі чинники: наявність або відсутність у ґрунті вічної мерзлоти, глибина промокання ґрунту до рівня ґрунтових вод або тільки в межах профілю, переважання в товщі ґрунту висхідних або низхідних струмів води. Згідно з цим, виділяються наступні різновиди:

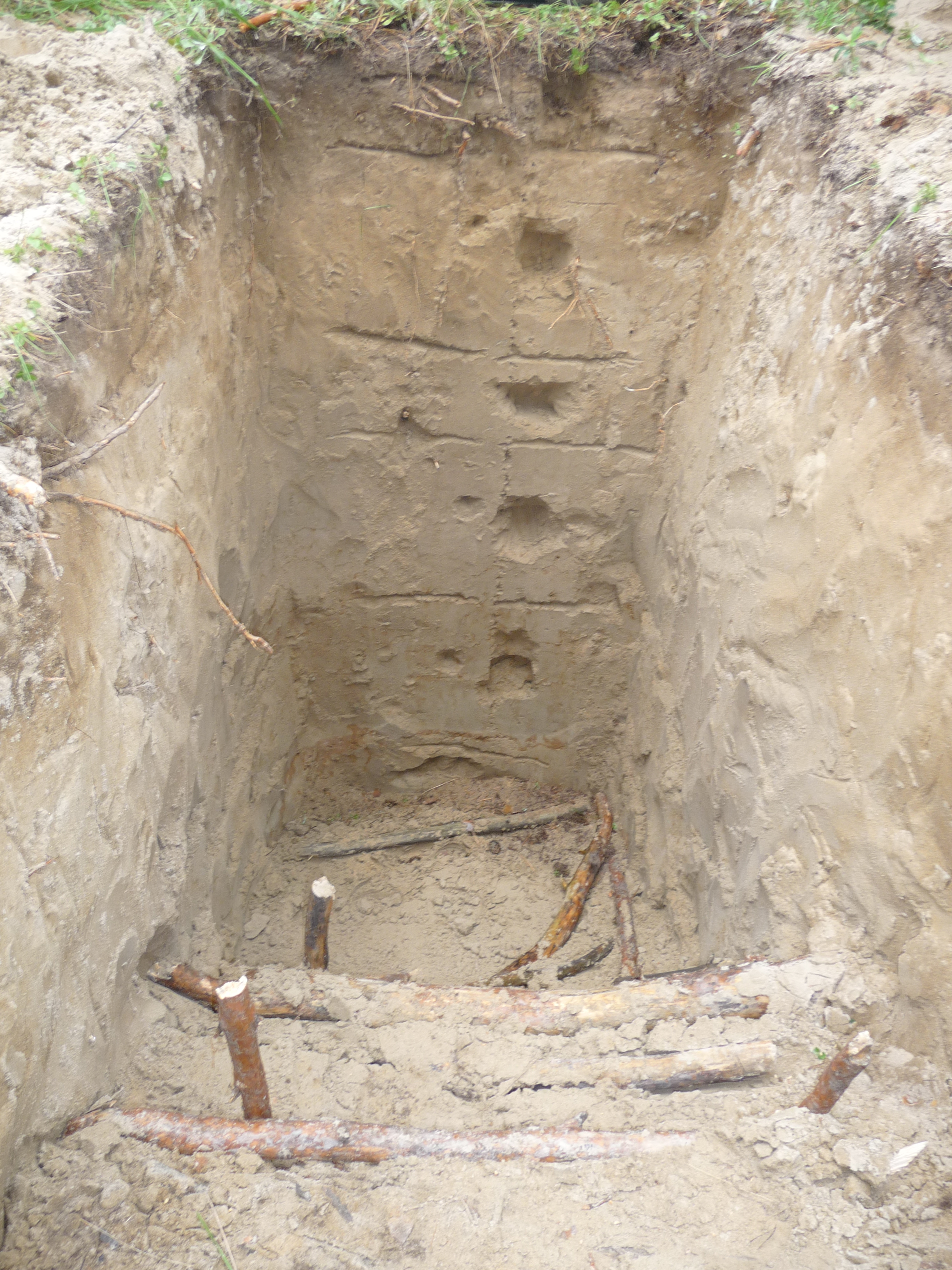
Через промивний тип водного режиму оксиди заліза в підзолистому ґрунті легкого гранулометричного складу відкладаються на значній глибині (~170 см)

- Мерзлотний — в ґрунті є вічна мерзлота, в теплий період відтає на невелику глибину в межах мерзлотного шару, але зі збереженням його значної частини. Унаслідок цього та атмосферних опадів над залишковим мерзлотним шаром формується верховодка.
Характерні ґрунти: арктичні[en], тундрові, мерзлотні луко-лісові.
- Сезонно-мерзлотний — поширений у регіонах, де найбільше опадів припадає на літо й вони промочують ґрунт до рівня ґрунтових вод (Амурська область, південь Хабаровського краю та інші). Узимку при цьому ґрунт промерзає на глибину понад три метри, повністю відтає лише в липні—серпні. До цього часу водний режим місцевості має всі риси мерзлотного типу.
- Промивний — наявний у ґрунтах місцевостей, де опадів випадає більше, ніж випаровується. Низхідні потоки води переважають над висхідними й ґрунт промивається до рівня ґрунтових вод. Ґрунтові води в цих умовах зазвичай залягають не глибше 2 м від поверхні.
Характерні ґрунти: підзолисті.

- Періодично промивний — наявний у ґрунтах територій, де кількість опадів, що випадають приблизно дорівнює випаровуванню, причому у вологі роки буде спостерігатися більша кількість опадів і, відповідно, промивний режим, а в сухі переважання випаровування й непромивний водний режим.
Характерні ґрунти: сірі лісові.

Чорноземи під час танення снігу промиваються, звільняючись від надлишків солей. 
- Ерозійно-промивний знаходиться на ділянках, схильних до водної ерозії.
- Непромивний є в ґрунтово-кліматичних ділянках, де випаровування води переважає над кількістю опадів, колообіг води охоплює лише ґрунтовий профіль, ґрунтові води залягають глибоко, низхідні потоки переважають над висхідними (оскільки головна витрата води доводиться не на фізичне, а на транспіраційне випаровування).
Характерні ґрунти: чорноземи з незначним сніготаненням, каштанові, коричневі.
- Випітний виникає тоді, коли сума опадів значно менша за випаровування. При цьому випаровується не тільки волога, що була результатом опадів, але частина ґрунтових вод, в результаті чого ґрунтові води підіймаються через капіляри, досягаючи верхніх горизонтів ґрунтового профілю. Через те, що в цих умовах ґрунтові води найчастіше мінералізовані, то разом з вологою через капіляри переносяться розчинені солі.
Характерні ґрунти: солончаки, солонці.
- Застійний поширений на заболочених ділянках. Усі пори ґрунту заповнені водою, випаровуванню перешкоджає рослинність (сфагнові мохи та інші).
Характерні ґрунти: болотні.
- Намивний виникає за щорічного тривалого затоплення місцевості під час повеней.
Характерні грунти: алювіальні (заплавні)

## Заходи регуляції водного режиму
Регулювання водного режиму — обов'язковий захід в умовах інтенсивного землеробства. При цьому здійснюється низка дій, спрямованих на усунення несприятливих умов водопостачання рослин. Штучно зміна водного балансу може суттєво повпливати на загальні й корисні запаси води в ґрунтах. Для створення оптимальних умов росту й розвитку рослин необхідно врівноважувати кількість вологи, що надходить в ґрунт, з її витратою на транспірацію та фізичне випаровування, тобто створення коефіцієнта зволоження, близького до одиниці. Регулювання водного режиму має відбуватися на основі врахування кліматичних і ґрунтових умов, а також водних потреб вирощуваних культур. У конкретних ґрунтово-кліматичних умовах способи регулювання водного режиму мають свої особливості. Поліпшенню водного режиму слабо дренованих ділянок місцевості достатнього й надмірного зволоження сприяє планування поверхні та усування мікро- й мезопонижень, в яких навесні та після літніх дощів спостерігається тривалий застій води. На ґрунтах із тимчасовим надлишковим зволоженням для вилучення зайвої вологи доцільно з осені робити гребені. Високі гребені сприяють збільшенню фізичного випаровування, а в борознах відбуватиметься поверхневий стік за межі ділянки. Ґрунти болотного типу потребують осушувальних меліорацій — створення дренажу або використання відкритих дренажів для відведення надлишкової вологи. Регулювання водного режиму ґрунтів у вологій зоні з великою кількістю річних опадів не обмежується осушуванням. У низці випадків, наприклад на дерново-підзолистих ґрунтах, улітку проявляється нестача вологи й потреба в додатковій кількості води. Дієвим засобом поліпшення вологозабезпеченості рослин у нечорнозем’ї є двостороннє регулювання вологи, коли надлишок вологи відводиться з полів дренажними трубами в спеціальні водоприймачі й за необхідності подається на поля. У зоні нестійкого зволоження й посушливих районах регулювання водного режиму направлено на максимальне накопичення вологи в ґрунті й на раціональне її використання. Наприклад, затримання снігу й талих вод. Для цього використовують стерню, кулісні рослини, вали зі снігу. Для зменшення поверхневого стоку води застосовують обвалування, переривчасте борознування, щілювання, смугове розміщення культур, комірчасту обробку ґрунтів. Полезахисні смуги є дієвим способом накопичення ґрунтової вологи. Оберігаючи сніг від здування в зимовий час, ці смуги сприяють збільшенню запасів вологи в метровому шарі ґрунту до початку вегетаційного періоду на 50—80 мм і до 120 мм в окремі роки. Під впливом лісових смуг скорочується непродуктивне випаровування вологи з поверхні ґрунту. Накопиченню й збереженню вологи в ґрунті сприяють багато агротехнічних заходів. Поверхневе розпушування ґрунту навесні або закриття вологи боронуванням дозволяє уникнути непотрібних втрат вологи через фізичне випаровування. Післяпосівне прикочування ґрунту змінює щільність поверхневого шару орного горизонту в порівнянні з рештою його територією. Ситуація різниці щільності ґрунту викликає капілярне підтікання вологи з нижчого шару й сприяє конденсації водяної пари повітря. Застосування органічних і мінеральних добрив сприяє більш економічному використанню вологи. У пустельно-степовій і пустельній місцевостях основний спосіб поліпшення водного режиму — зрошення поряд з досить складною меліорацією ґрунтів. Таким чином, створення оптимальних фізичних і водно-фізичних умов є одним із основних умов підвищення родючості ґрунтів.

## Письменство
- Алексеев А. М., Гусев Н. А. Влияние минерального питания на водный режим растений. — М., 1957
- Алпатьев А. М. Влагооборот культурных растений. — Л.: Гидрометеоиздат, 1954
- Бабаев А. Г. Пустыня как она есть. — М.: «Молодая гвардия», 1980
- Боженова А. П. Миграция воды в замёрзших почвогрунтах. — М., 1946
- Большаков А. Ф. Водный режим мощных чернозёмов Средне-Русской возвышенности. — М.: Изд-во АН СССР, 1961
- Будаговский А. И. Испарений почвенной влаги. — М.: Наука, 1964
- Качинский Н. А. Физика почвы. Часть II. Водно-физические свойства и режимы почв. Учебное пособие. — М.: Высшая школа, 1970
- Рожков В. А. Почвоведение. — Издательский дом «Лесная промышленность», 2006
- Основы почвоведения и географии почв. Под ред. Кулижского С. П., Рудого А. Н., — Томск: Изд-во ТГПУ, 2004